# Rothschildia maurus
Rothschildia maurus är en fjärilsart som beskrevs av Hermann Burmeister 1880. Rothschildia maurus ingår i släktet Rothschildia och familjen påfågelsspinnare. Inga underarter finns listade.

## Bildgalleri

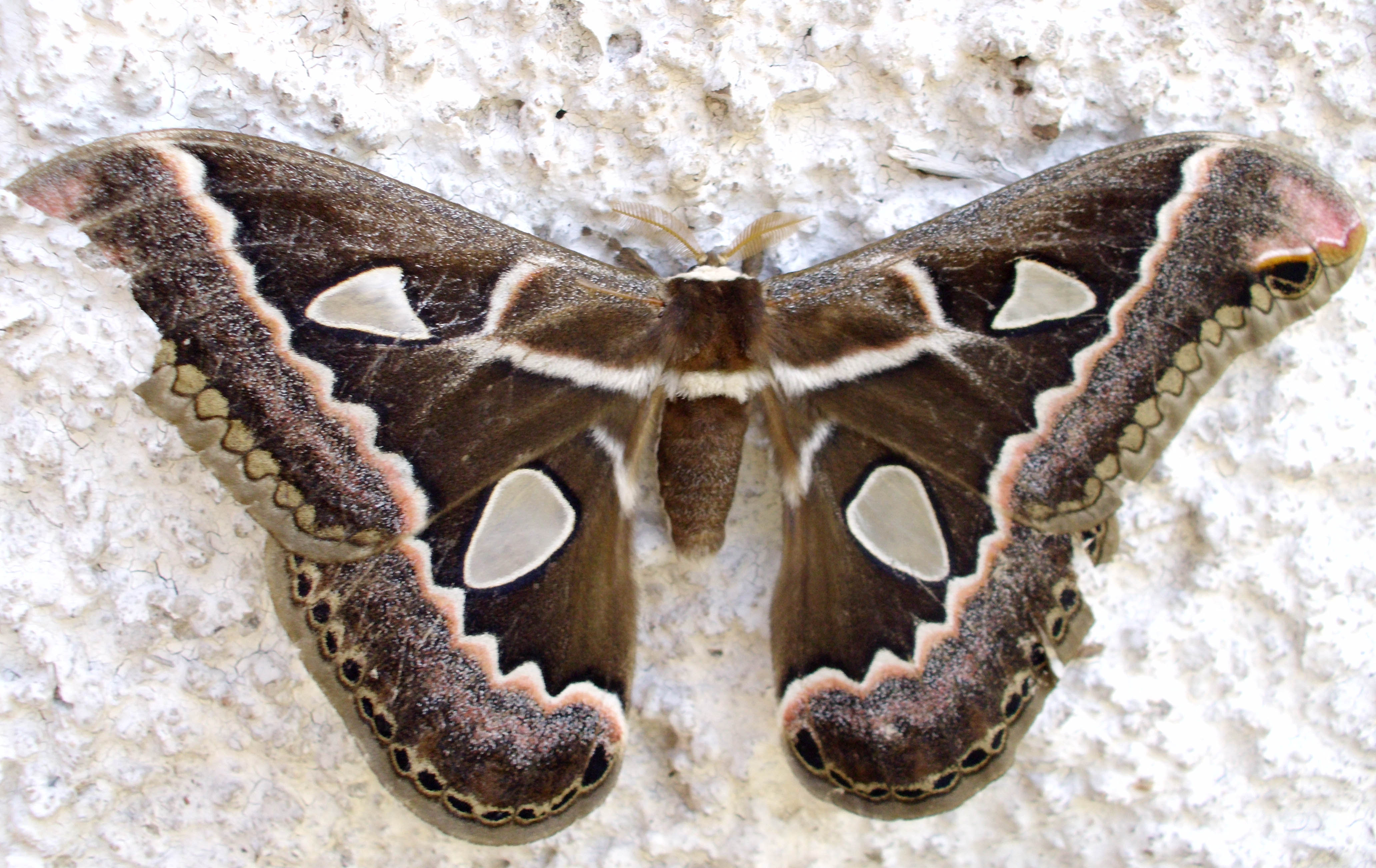